# Samantha Eggar
Victoria Louise Samantha Marie Elizabeth Therese Eggar, mais conhecida como Samantha Eggar (Londres, 5 de março de 1939), é uma atriz inglesa.

## Biografia e carreira
O pai de Samantha, Ralph, era um major do Exército Britânico, e a mãe, Muriel, de ascendência flamengo-portuguesa, fora educada no Convento de Santa Maria da Providência, em Surrey.
Samantha começou sua carreira em várias companhias shakespearianas de teatro, e estreou em 1962, na peça The Wild and the Willing. Naquele mesmo ano, interpretou Ethel Le Neve no filme Dr. Crippen, ao lado de Donald Pleasence.
Estrelou a comédia Walk Don't Run (1966), último filme de Cary Grant. Recebeu o prêmio de Melhor Interpretação Feminina no Festival de Cannes por seu desempenho no filme de William Wyler The Collector (1965, pelo qual foi indicada ao Oscar de melhor atriz.
Em 1964, casou-se com o ator Tom Stern, com quem teve dois filhos: Nicholas Stern (produtor de cinema) e Jenna Stern. O casamento durou até 1971.
A lista de papéis de sucesso feitos por Samantha é relativamente extensa: Curtains, Doctor Dolittle, The Molly Maguires, Dark Horse, The Brood e The Light at the Edge of the World. Em 1972, interpretou a rival da governanta de Yul Brynner na telessérie Anna and the King. Cinco anos depois, participou do episódio "The Bye-Bye Sky High IQ Murder Case" da série Columbo, ao lado de Peter Falk e Theodore Bikel.
Em 1997, dublou a personagem Hera (mãe de Hércules) para o desenho animado Hercules, da Disney. Dois anos depois, contracenou com Johnny Depp em The Astronaut's Wife. Em 2000, fez uma breve participação na telenovela All My Children, da TV norte-americana. Foi cunhada do capitão Picard num episódio de Star Trek: The Next Generation; interpretou Irmã Vivian em Cold Case; e Sarah Templeton, mulher do personagem de Donald Sutherland) no seriado Commander in Chief. Em 2009, interpretou a mãe de Jack e Becky Gallagher no 11º episódio ("Lines in the Sand") do seriado Mental.

## Filmografia
| Ano  | Filme                                      | Papel                  |  |
| ---- | ------------------------------------------ | ---------------------- |  |
| 1962 | Dr. Crippen                                | Ethel Le Neve          |  |
| 1962 | The Wild and the Willing                   | Josie                  |  |
| 1963 | Doctor in Distress                         | Delia Mallory          |  |
| 1964 | Psyche 59                                  | Robin                  |  |
| 1965 | Return from the Ashes                      | Fabienne 'Fabi' Wolf   |  |
| 1965 | The Collector                              | Miranda Grey           |  |
| 1966 | Walk Don't Run                             | Christine Easton       |  |
| 1967 | Doctor Dolittle                            | Emma Fairfax           |  |
| 1970 | The Molly Maguires                         | Mary Raines            |  |
| 1970 | The Walking Stick                          | Deborah Dainton        |  |
| 1970 | The Lady in the Car with Glasses and a Gun | Danielle Lang ("Dany") |  |
| 1971 | The Light at the Edge of the World         | Arabella               |  |
| 1972 | The Dead Are Alive                         | Myra Shelton           |  |
| 1973 | A Name for Evil                            | Joanna Blake           |  |
| 1976 | The Seven-Per-Cent Solution                | Mary Morstan Watson    |  |
| 1977 | The Uncanny                                | Edina Hamilton         |  |
| 1977 | Welcome to Blood City                      | Katherine              |  |
| 1977 | Why Shoot the Teacher?                     | Alice Field            |  |
| 1978 | The Biggest Battle                         | Annelise Ackermann     |  |
| 1979 | The Brood                                  | Nola Carveth           |  |
| 1980 | The Exterminator                           | Dr. Megan Stewart      |  |
| 1981 | The Hot Touch                              | Samantha O'Brien       |  |
| 1981 | Demonoid Messenger of Death                | Jennifer Baines        |  |
| 1983 | Curtains                                   | Samantha Sherwood      |  |
| 1991 | Ragin' Cajun                               | Dr. May                |  |
| 1992 | Dark Horse                                 | Mrs. Curtis            |  |
| 1992 | Round Numbers                              | Anne                   |  |
| 1994 | Inevitable Grace                           | Britt                  |  |
| 1996 | The Phantom                                | Lily Palmer            |  |
| 1997 | Hercules                                   | Hera, mãe de Hércules  |  |
| 1999 | The Astronaut's Wife                       | Dr. Patraba            |  |